# John Malkovich

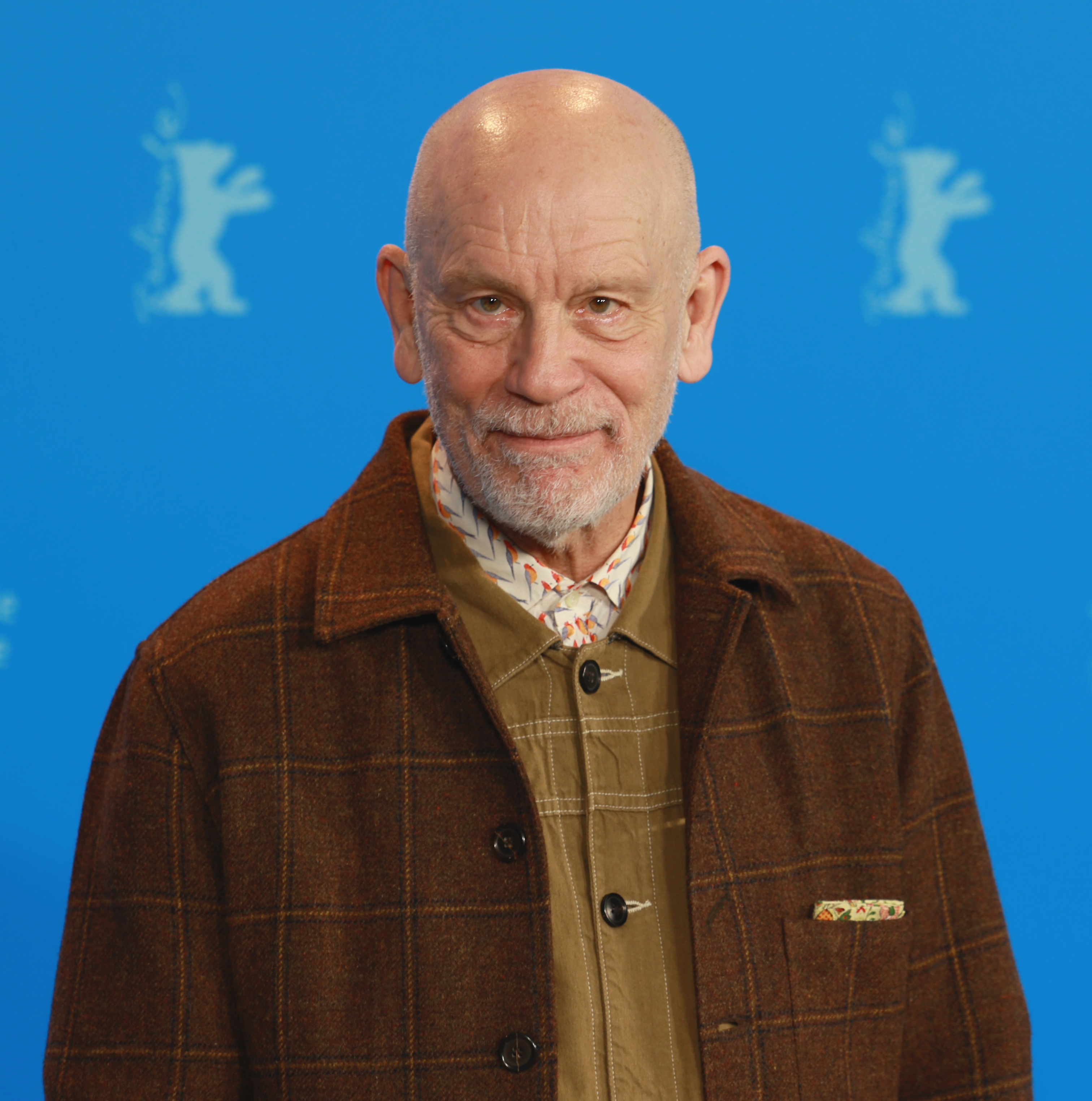
John Malkovich, Berlinale 2023

John Gavin Malkovich (* 9. Dezember 1953 in Christopher, Franklin County, Illinois) ist ein US-amerikanischer Schauspieler und Filmproduzent.

## Leben
Malkovich wuchs als Zweitgeborener mit vier Geschwistern in Benton im US-Bundesstaat Illinois auf. Seine Großeltern väterlicherseits waren kroatische Einwanderer. Er studierte an der Illinois State University. 1976 wurde er von der Steppenwolf Theatre Company in Chicago eingestellt.
1983 zog Malkovich nach New York, wo er 1984 am Broadway neben Dustin Hoffman in dem Theaterstück Death of a Salesman auftrat. Für sein Kinodebüt als Mr. Will in Ein Platz im Herzen wurde er 1985 für den Oscar in der Kategorie Bester Nebendarsteller nominiert. 1984 hatte er auch eine Rolle in dem Film The Killing Fields – Schreiendes Land, für die ihm der Boston Society of Film Critics Award und der National Society of Film Critics Award verliehen wurde. Im Jahr 1985 drehte Volker Schlöndorff den Fernsehfilm Tod eines Handlungsreisenden nach dem o. g. Theaterstück, wiederum mit Hoffman in der Hauptrolle und Malkovich als Biff. Für diese Rolle erhielt Malkovich 1986 einen Emmy Award und wurde für den Golden Globe nominiert.
Malkovich ist einer der profiliertesten Darsteller komplexer, problematischer und abgründiger, oft auch hochintelligenter, aber ebenso herablassender Charaktere. Das Spektrum der von ihm verkörperten Figuren ist dabei breit gefächert und reicht von sympathischen Schurken (Ripley’s Game) über gescheiterte Intellektuelle (Himmel über der Wüste), zynische Verhärmte (Der Mann mit der eisernen Maske) und gewissenlose Intriganten (Gefährliche Liebschaften) bis hin zu Figuren, die das pure Böse darstellen (Con Air). In Con Air spielte er einen gefährlichen Irren und in Eragon – Das Vermächtnis der Drachenreiter den bösen, tyrannischen König. In Mary Reilly und Shadow of the Vampire verkörperte er Wissenschaftler bzw. Künstler, die in ihrem unersättlichen Verlangen nach dem Absoluten auch vor einem Pakt mit dunklen und unkontrollierbaren Mächten nicht zurückschrecken. Eine andere Art von Vielschichtigkeit bewies Malkovich in dem Film Von Mäusen und Menschen mit der Darstellung eines arglosen und gutmütigen, in seiner überentwickelten Körperlichkeit jedoch gefährlichen Debilen. Eine Variation des Themas bietet Volker Schlöndorffs deutsch-französisch-britische Koproduktion Der Unhold, in der Malkovich einen introvertierten, aber zutiefst guten Naiven spielt, der sich für Tiere und Kinder einsetzt, sich als Kriegsgefangener in Nazi-Deutschland jedoch dazu missbrauchen lässt, sein Einfühlungsvermögen in den Dienst der inhumanen nationalsozialistischen Sache zu stellen. Der Reiz und die Eindringlichkeit seiner Darstellung besteht in vielen Fällen in der Ambivalenz, die sich aus der emotionalen Verletzlichkeit seiner für die Umgebung tödlich gefährlichen Charaktere ergibt.
Sein Faible für Independent-Filme und sein Ruf als einer der interessantesten Schauspieler der USA führten dazu, dass ihm eigens eine Titelrolle gewidmet wurde: In Being John Malkovich (1999) spielt er sich selbst, während mehrere andere Personen versuchen, in sein Inneres und in sein Gehirn zu gelangen, nachdem jemand durch das Öffnen einer Geheimtür zufällig dort hineingeraten war und begeistert davon berichtet hat.
John Malkovich lebte viele Jahre in Frankreich und drehte dort auch Filme. Nach einem Streit mit den dortigen Behörden wegen Steuerzahlungen zog er jedoch zurück in die USA, in die Nähe von Boston.

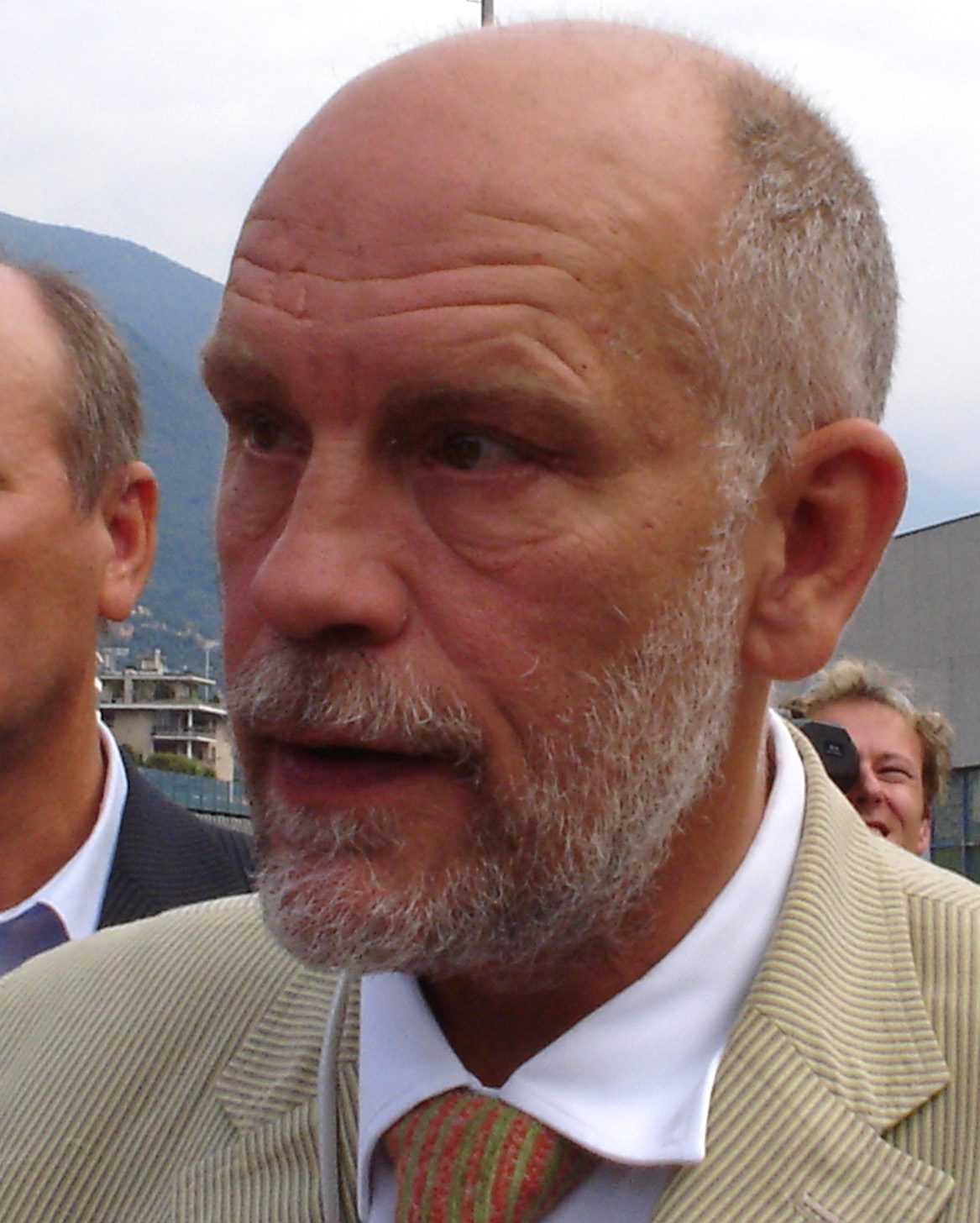
John Malkovich, 2005

## Wirken in Deutschland
Malkovich tritt auch regelmäßig in Deutschland auf. Bei den Ruhrfestspielen 2010 spielte er in Recklinghausen die Hauptrolle in der musikalischen Theateradaption The Infernal Comedy – Confessions of a Serial Killer, den Frauenmörder Jack Unterweger. Im Jahr 2011 verkörperte er an gleicher Stelle den Schriftsteller Casanova in dem Musiktheaterprojekt The Giacomo Variations.
Im März 2017 fand in der Hamburger Elbphilharmonie die Weltpremiere einer „szenischen Produktion in englischer Sprache“ mit Malkovich in der Hauptrolle als größenwahnsinnigem Diktator statt: Just Call Me God – A Dictator’s Final Speech. Anschließend ging die Produktion auf internationale Tournee.
Im November 2022 war Malkovich zu Gast in der von Thomas Gottschalk moderierten ZDF-Show Wetten, dass..?.
Wiederholt trat Malkovich in dem Zweipersonenstück In the Solitude of Cotton Fields von Bernard-Marie Koltès zusammen mit der litauischen Schauspielerin Ingeborga Dapkūnaitė auf deutschen Bühnen auf, so z. B. im Admiralspalast Berlin im Juni 2025.
Regie führte Timofei Alexandrowitsch Kuljabin.

## Deutsche Synchronstimme
In deutschen Fassungen von Filmen mit Malkovich wird er überwiegend von Joachim Tennstedt synchronisiert.

## Filmografie

### Schauspieler
- 1978: Eine Hochzeit (A Wedding)
- 1981: Der unbekannte Zeuge (Word of Honor, Fernsehfilm)
- 1981: American Dream (Fernsehfilm)
- 1981: Say Goodnight, Gracie (Fernsehfilm)
- 1984: American Playhouse (Fernsehreihe, Folge: True West)
- 1984: Ein Platz im Herzen (Places in the Heart)
- 1984: The Killing Fields – Schreiendes Land (The Killing Fields)
- 1985: Tod eines Handlungsreisenden (Death of a Salesman)
- 1985: Eleni
- 1986: American Playhouse (Fernsehreihe, Folge: Tolldreiste)
- 1987: Making Mr. Right – Ein Mann à la Carte (Making Mr. Right)
- 1987: Die Glasmenagerie (The Glass Menagerie)
- 1987: Das Reich der Sonne (Empire of the Sun)
- 1988: Der letzte Outlaw (Miles from Home)
- 1988: Gefährliche Liebschaften (Dangerous Liaisons)
- 1990: Himmel über der Wüste (The Sheltering Sky)
- 1991: Geboren in Queens (Queens Logic)
- 1991: Object of Beauty (The Object of Beauty)
- 1991: Old Times (Fernsehfilm)
- 1991: Schatten und Nebel (Shadows and Fog)
- 1992: Von Mäusen und Menschen (Of Mice and Men)
- 1992: Jennifer 8
- 1993: In the Line of Fire – Die zweite Chance (In the Line of Fire)
- 1993: Überleben! (Alive)
- 1994: Heart of Darkness (Fernsehfilm)
- 1995: Jenseits der Wolken (Par delà les nuages)
- 1995: Das Kloster (O Convento)
- 1996: Mary Reilly
- 1996: Nach eigenen Regeln (Mulholland Falls)
- 1996: Der Unhold (The Ogre)
- 1996: Portrait of a Lady
- 1997: Con Air
- 1998: Der Mann mit der eisernen Maske (The Man in the Iron Mask)
- 1998: Ladies Room
- 1998: Rounders
- 1999: Being John Malkovich
- 1999: Johanna von Orleans (The Messenger: The Story of Joan of Arc)
- 1999: Citizen Kane – Die Hollywood-Legende (RKO 281)
- 1999: Die wiedergefundene Zeit (Le temps retrouvé)
- 2000: Les Misérables – Gefangene des Schicksals (Les Misérables, Fernsehfilm)
- 2000: Shadow of the Vampire
- 2001: Die starken Seelen (Les âmes fortes)
- 2001: Ich geh’ nach Hause (Je rentre à la maison)
- 2001: Hotel
- 2001: Knockaround Guys
- 2002: Der Obrist und die Tänzerin (The Dancer Upstairs)
- 2002: Ripley’s Game
- 2002: Adaption – Der Orchideen-Dieb (Adaptation.)
- 2002: Napoleon (vierteilige Miniserie)
- 2003: Johnny English – Der Spion, der es versiebte (Johnny English)
- 2003: Um Filme Falado – Reise nach Bombay (Um Filme Falado)
- 2004: The Libertine
- 2005: Colour Me Kubrick
- 2005: Per Anhalter durch die Galaxis (The Hitchhiker’s Guide to the Galaxy)
- 2006: Art School Confidential
- 2006: Eragon – Das Vermächtnis der Drachenreiter (Eragon)
- 2006: Klimt
- 2007: Die Legende von Beowulf (Beowulf)
- 2008: Gardens of the Night
- 2008: Der große Buck Howard (The Great Buck Howard)
- 2008: Mutant Chronicles (The Mutant Chronicles)
- 2008: Das Lager – Wir gingen durch die Hölle (In Tranzit)
- 2008: Burn After Reading – Wer verbrennt sich hier die Finger? (Burn After Reading)
- 2008: Der fremde Sohn (Changeling)
- 2008: Ein Engel im Winter (Afterwards)
- 2008: Schande (Disgrace)
- 2010: Drunkboat – Verzweifelte Flucht (Drunkboat)
- 2010: R.E.D. – Älter, Härter, Besser (RED – Retired Extremely Dangerous)
- 2010: Jonah Hex
- 2010: Secretariat – Ein Pferd wird zur Legende (Secretariat)
- 2011: Transformers 3 (Transformers: Dark of the Moon)
- 2012: Noseland (Dokumentarfilm)
- 2012: Lines of Wellington – Sturm über Portugal (Lines of Wellington)
- 2013: Warm Bodies
- 2013: Sibirische Erziehung (Educazione Siberiana)
- 2013: R.E.D. 2 (RED 2)
- 2014: Crossbones (Fernsehserie, neun Folgen)
- 2014: The Casanova Variations
- 2014: Die Pinguine aus Madagascar (Penguins of Madagascar) (Stimme)
- 2014: Cut Bank – Kleine Morde unter Nachbarn (Cut Bank)
- 2014: Cesar Chavez
- 2015: 100 Years
- 2016: Zoolander 2
- 2016: Deepwater Horizon
- 2017: Unlocked
- 2017: I Love You, Daddy
- 2017: Über die Liebe. Nur für Erwachsene (Pro lyubov. Tolko dlya vzroslykh)
- 2018: Mile 22
- 2018: Bird Box – Schließe deine Augen (Bird Box)
- 2018: The ABC Murders (Miniserie, drei Folgen)
- 2018–2019: Billions (Fernsehserie, sechs Folgen)
- 2019: Extremely Wicked, Shockingly Evil and Vile
- 2019: Die Kunst des toten Mannes (Velvet Buzzsaw)
- 2019: Valley of the Gods
- 2020: The New Pope (Fernsehserie)
- 2020: Space Force (Fernsehserie)
- 2020: Arkansas
- 2020: Code Ava – Trained To Kill (Ava)
- 2021: The Survivalist
- 2022: Shattered – Gefährliche Affäre (Shattered)
- 2022: Pfad der Vergeltung (Savage Salvation)
- 2022: Mindcage
- 2023: Seneca – Oder: Über die Geburt von Erdbeben (Seneca)
- 2023: The Line
- 2023: Fool’s Paradise
- 2023: Monsieur Blake zu Diensten (Complètement cramé!)
- 2024: The New Look (Fernsehserie, sieben Folgen)
- 2024: Ripley (Fernsehserie, eine Folge)
- 2025: Alfred Morettis Opus (Opus)

### Regisseur
- 2002: Hideous Man (Kurzfilm, auch Drehbuch)
- 2002: Der Obrist und die Tänzerin (The Dancer Upstairs)
- 2015: A Postcard from Istanbul (Kurzfilm, auch Drehbuch)

### Produzent
- 2001: Ghost World
- 2001: The Loner
- 2002: Der Obrist und die Tänzerin (The Dancer Upstairs)
- 2003: Kill the Poor
- 2004: The Libertine
- 2007: Juno
- 2012: Vielleicht lieber morgen (The Perks of Being a Wallflower)

## Filme über John Malkovich
- Flipping Uncle Kimono. Dokumentarfilm von Howard Brull, Kanada 2005
- Hollywood Profile – John Malkovich. Dokumentarfilmporträt von Georg Stefan Troller. Hrsg. kickfilm.de[9]
- Being John Malkovich. Filmkomödie von Spike Jonze, USA 1999

## Interviews
- Gero von Boehm: John Malkovich, 28. Februar 2006. Interview in: Begegnungen. Menschenbilder aus drei Jahrzehnten. Collection Rolf Heyne, München 2012, ISBN 978-3-89910-443-1, S. 488–497.

## Auszeichnungen
- 1984: NBR Award für Places in the Heart
- 1985: NSFC Award für Places in the Heart
- 1985: BSFC Award für Killing Fields
- 1985: KCFCC Award für Places in the Heart
- 1986: Emmy für seine Rolle in Tod eines Handlungsreisenden
- 1990: Sant Jordi für Dangerous Liaisons
- 1993: Cognac Festival du Film Policier für Jennifer Eight
- 1999: NYFCC Award für Being John Malkovich
- 2000: American Comedy Award für Being John Malkovich
- 2001: Special Award
- 2005: DIVA-Award in der Kategorie World Award (Hall of Fame)
- 2008: Christopher Award für Juno
- 2008: Independent Spirit Award für Juno
- 2011: CineMerit Award des Filmfest München für Verdienste um die Filmkunst
- 2014: Golden Eye Award des Zurich Film Festival
- 2024: Goldener Mops des Filmfest Bremen[10]

### Nominierungen
- 1985: Oscar in der Kategorie bester Nebendarsteller für Ein Platz im Herzen
- 1986: Golden Globe für Tod eines Handlungsreisenden
- 1992: Independent Spirit Award für Queens Logic
- 1994: Oscar in der Kategorie bester Nebendarsteller für In the Line of Fire
- 1994: Saturn Award für In the Line of Fire
- 1994: British Academy Film Award für In the Line of Fire
- 1994: Golden Globe für In the Line of Fire
- 1994: MTV Movie Award für In the Line of Fire
- 1995: Golden Globe für Heart of Darkness
- 1995: Screen Actors Guild Awards für Heart of Darkness
- 2000: OFCS Award für Being John Malkovich
- 2000: Screen Actors Guild Awards für Being John Malkovich
- 2000: CFCA Award für Being John Malkovich
- 2000: Sierra Award für Being John Malkovich
- 2000: Chlotrudis Award für Being John Malkovich
- 2000: Emmy für RKO 281
- 2003: Emmy für Napoleon